# جووانی فاگو
جووانی فاگو (ایتالیایی: Giovanni Fago؛ زادهٔ ۱۱ ژوئیهٔ ۱۹۳۱) کارگردان فیلم و فیلم‌نامه‌نویس اهل ایتالیا است.
وی کارش را در سال ۱۹۵۹ به عنوان دستیار کارگردان برای ماریو مونیچلی، کامیلو ماستروچینکوئه، ویتوریو دسیکا، رناتو کاستلانی، جوزف ال. منکیه‌ویچ و لوچو فولچی آغاز کرد. وی سپس در سال ۱۹۶۷ سه فیلم در سبک وسترن اسپاگتی کارگردانی کرد و پس از آن بیشتر تمرکز خود را بر کارهای تلویزیونی گذاشت.